# Julian Kern

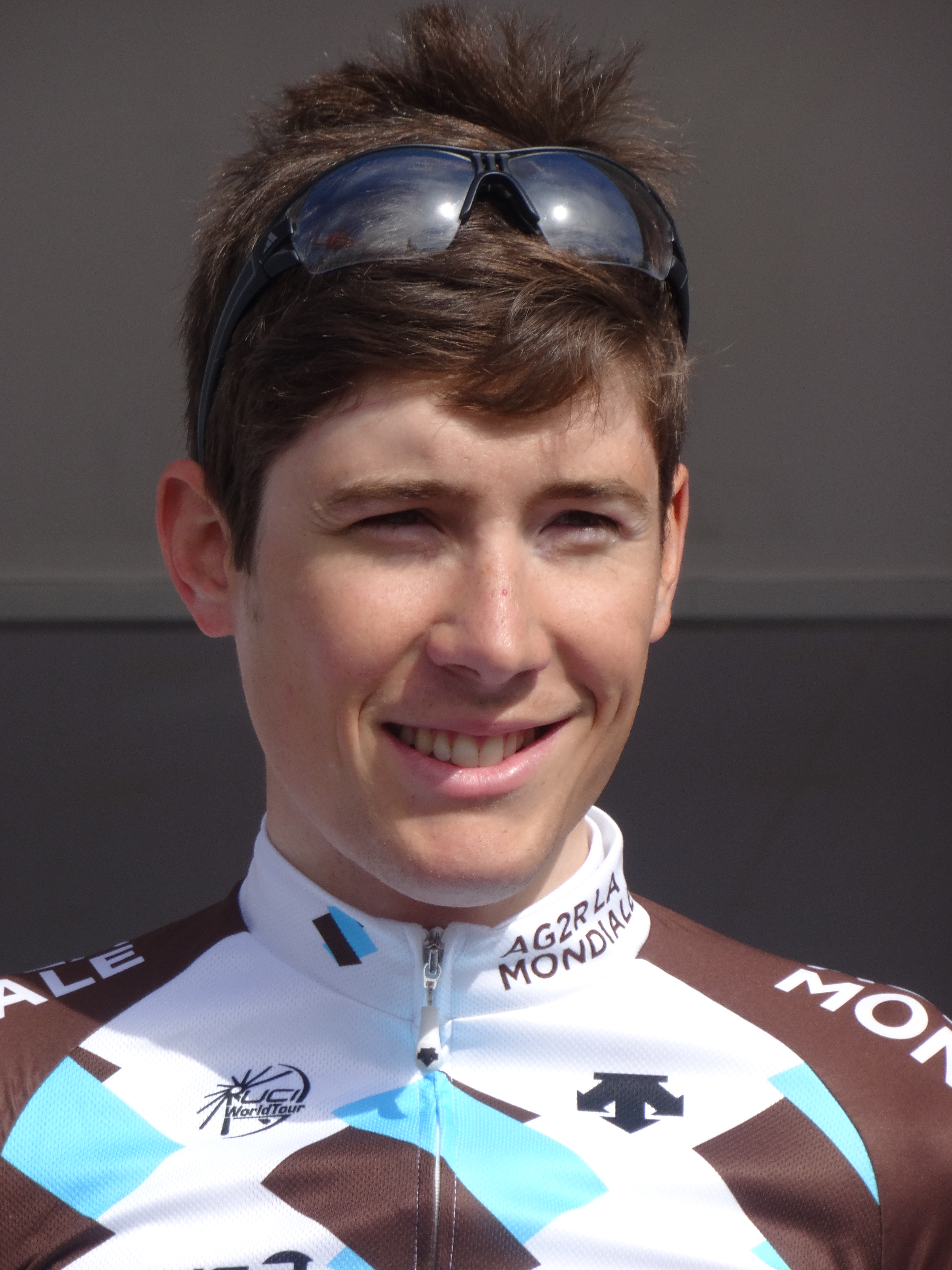
Julian Kern.

Julian Kern (* 28. Dezember 1989 in Breisach am Rhein) ist ein ehemaliger deutscher Radrennfahrer.

## Werdegang
Julian Kern wurde 2009 Dritter bei den Deutschen Straßen-Meisterschaften der Kategorie U23 in Ilsfeld-Auenstein, 2012 dann ebenfalls Dritter – dieses Mal jedoch in der Kategorie Elite. Von 2010 bis 2011 fuhr er für das Bochumer Continental Team Seven Stones, seit 2012 für die luxemburgische Leopard-Trek Continental Team. Julian Kern war Mitglied der deutschen U23-Nationalmannschaft. 2013 wechselte er zum ProTeam ag2r La Mondiale. Zum Ende der Saison 2014 beendete er seine internationale Radsportlaufbahn, da er nach Beendigung seines Vertrags bei ag2r La Mondiale kein Angebot von einem anderen ProTeam oder Professional Continental Team bekommen hatte.

## Erfolge
2009
- Deutsche U23-Straßenmeisterschaft

2011
- Europameister – Straßenrennen (U23)

2012
- eine Etappe Flèche du Sud
- Deutsche Straßenmeisterschaft (Elite)

## Teams
- 2010–2011 Seven Stones
- 2012 Leopard-Trek Continental Team
- 2013–2014 AG2R La Mondiale